# Liste der Wiener Gemeindebauten/Liesing
Diese Liste zählt die Gemeindebauten im 23. Wiener Gemeindebezirk Liesing auf.
Es werden nur solche Objekte angeführt, die seit Beginn des sozialen Wohnbaus errichtet wurden. Ältere Häuser, die im Besitz der Stadt Wien sind und in denen ebenfalls Gemeindewohnungen vergeben werden, fehlen daher.
Nach den Bauten ist die Gemeindesiedlung Rodaun angeführt.

## Bauten
| Name / ID                                             | Foto |                 | Adresse                                  | Baujahr   | Architekt(en) | Kunstobjekte | Wohnungen | Anmerkungen |
| ----------------------------------------------------- | ---- | --------------- | ---------------------------------------- | --------- | --- | --- | --------- | --- |
| 1642                                                  | 1    | Datei hochladen | Altmannsdorfer Straße 164-182 Standort   | 1961–1965 | Kurt Walder, Josef Fleischer, Karl Vodak sen., Kurt Schimak, Anton Wiltschnig, Otto Ceska, Erwin Weissenböck, Elise Sundt, Hans Reichmann, Robert Ulrich, Karl Musil | Zwei Mosaikstreifen Ordnungssysteme der Natur von Josef Seger, Mosaikwandbild Abstraktion von Lois Pregartbauer, Plastiken Kaskadenbrunnen von Alfons Loner, Eulenturm von Hans Knesl, Weiblicher Torso von Alfred Czerny, Junge Menschen von Siegfried Charoux | 1168      | Identadressen Putzendoplergasse 2-28, Putzendoplergasse 1                                                                                                  |
| 1670                                                  | 1    | Datei hochladen | Amstergasse 1 Standort                   | 1977–1979 | Walter Schneider, Rudolf Weichinger | | 99        | Identadresse Dirmhirngasse 14A |
| 1595                                                  | 1    | Datei hochladen | Anton-Freunschlag-Gasse 80 Standort      | 1962–1964 | Anton Ceplecha | | 11        | |
| 1637                                                  | 1 BW | Datei hochladen | Arabellagasse 2-10 Standort              | 1957–1959 | Hans Bolek, Fritz Nollert, Leopold Scheibl | Natursteinplastik Zwei liegende Menschen mit Kind von Karl Nieschlag, Plastik Sonne von Ferdinand Opitz, vier Sgraffiti Jahreszeiten | 182       | Identadressen Barakgasse 1-3, Oktaviangasse 2-20, Zerbinettagasse 3-5, Barakgasse 2-4, Oktaviangasse 1-11                                                  |
| Johann-Radfux-Hof 52                                  | 1    | Datei hochladen | Breitenfurter Straße 184-196 Standort    | 1960–1962 | Gerhard Kolbe, Jakob Zachar, Friedrich (Fritz) Grünberger, Georg Russwurm, Josef (Sepp) Schuster, Harald Bauer                                                       | Relieftafel Ansicht von Atzgersdorf um 1840 von Ferdinand Welz, Plastik Kinderobelisk von Rudolf Schwaiger | 482       | Benannt nach Johann Radfux (1902–1984), Bezirksvorsteher von Liesing Identadressen Gerbergasse 4-6, Ziedlergasse 36-38, Gerbergasse 3-7                    |
| Hans-Werndl-Hof 1596 HERIS-ID: 14213 Objekt-ID: 10445 | 1    | Datei hochladen | Breitenfurter Straße 242 Standort        | 1928      | Leopold Schumm | | 11        | Denkmalschutz Ursprünglich von der damals noch selbständigen Gemeinde Atzgersdorf errichtet. Benannt nach Johann Werndl.                                   |
| 1671                                                  | 1    | Datei hochladen | Breitenfurter Straße 291-297 Standort    | 1976–1978 | Ilse Koci, Jan Koci | Plastik Vater und Sohn von Oskar Bottoli | 63        | Identadresse Breitenfurter Straße 305-311 |
| Wilhelm Hartl-Hof 248                                 | 1    | Datei hochladen | Breitenfurter Straße 292 Standort        | 1956–1958 | Stephan A. Kraft | Supraportenrelief Sportler von Oskar Thiede, Natursteinplastik Mutter mit Kindern von Hilde Uray | 56        | Benannt nach Wilhelm Hartl, Ortsvorsteher von Atzgersdorf Identadressen Loosgasse 2-4, Fimbingergasse 11-13                                                |
| 1646                                                  | 1    | Datei hochladen | Breitenfurter Straße 299-303 Standort    | 1963–1965 | Walter Prutscher, Richard Siedek | | 72        | Identadresse Meisgeyergasse 20 |
| 1660                                                  | 1    | Datei hochladen | Breitenfurter Straße 338 Standort        | 1967–1968 | Felix Hasenöhrl | Metallplastik Sirenen von Herbert Schwarz | 101       | Identadressen Breitenfurter Straße 381A, Dr.-Neumann-Gasse 1, Fröhlichgasse 30-32                                                                          |
| 1665                                                  | 1    | Datei hochladen | Breitenfurter Straße 360-368 Standort    | 1972–1975 | Robert Zeidner | | 88        | Identadresse Schartlgasse 1 |
| 1686 HERIS-ID: 110635 Objekt-ID: 128349               | 1    | Datei hochladen | Breitenfurter Straße 401–413 Standort    | 1984–1987 | Peter Gebhart, Robert (Rob) Krier, Hedwig (Hedy) Wachberger | Skulpturen Mahnmal: Schatten und Licht von Rob Krier, Schreitende menschliche Figur von Josefine Sokole | 324       | Denkmalschutz |
| 1636                                                  | 1    | Datei hochladen | Breitenfurter Straße 477-485 Standort    | 1957–1959 | Frank Schläger, Richard Putsch | Vier Mosaikwandbilder Verkehrsmittel der Vergangenheit | 138       | Identadresse Willergasse 10-16 |
| 1666                                                  | 1    | Datei hochladen | Breitenfurter Straße 519-521 Standort    | 1973–1974 | Karl Kotal | Bronzeplastik Weibliche Figur von Oskar Bottoli | 63        | Identadresse Gräfin-Zichy-Straße 5 |
| 1667                                                  | 1    | Datei hochladen | Breitenfurter Straße 555-557 Standort    | 1973–1975 | Erna Grigkar-Kapinus | Versenkter Spielplatz von Erna Grigkar-Kapinus | 24        | |
| 1632                                                  | 1    | Datei hochladen | Breitenfurter Straße 556 Standort        | 1956–1958 | Rosa (Rosl) Weiser | Reliefplastik Jagd von Hertha Bucher | 30        | |
| 1597                                                  | 1    | Datei hochladen | Brunner Straße 18 Standort               | 1952–1953 | Emil Nibio, Josef Leitner | Kunststein-Wandrelief Afrikanische Tiere von Josef Seebacher | 42        | |
| 1663                                                  | 1    | Datei hochladen | Brunner Straße 21 Standort               | 1969–1971 | Helmut Lindner | Geometrische Sgraffito-Wandfelder von Maria Plachky, Sgraffitowandfelder mit Landschaftsdarstellungen von Theobald Schmögner | 69        | Identadressen Josef-Österreicher-Gasse 10, Reklewskigasse 36, Klugargasse 5, Brunner Straße 29                                                             |
| 1601                                                  | 1    | Datei hochladen | Canavesegasse 6-8 Standort               | 1949–1950 | Jakob Unterberger | Mosaikflächen über den Eingängen, die Schmetterlingsarten zeigen | 88        | Identadresse Canavesegasse 8a |
| 1628                                                  | 1    | Datei hochladen | Canavesegasse 9-15 Standort              | 1956–1957 | Josef Seeberger, Karl Lehrmann | Natursteinplastiken Eber von Hubert Fiala | 72        | |
| 1598                                                  | 1    | Datei hochladen | Carlbergergasse 43 Standort              | 1958–1959 | Johann Staber | | 10        | |
| 1712                                                  | 1    | Datei hochladen | Dernjacgasse 4 Standort                  | 1999–2000 | Hans Puchhammer | | 47        | |
| 1711                                                  | 1    | Datei hochladen | Dernjacgasse 10 Standort                 | 1999–2000 | Adolf Krischanitz | | 46        | |
| 1659                                                  | 1    | Datei hochladen | Dirmhirngasse 16-18 Standort             | 1966–1967 | Helmut Frisch, Leopold Ledwinka, Brigitte Wiedmann, Ernst Arthofer, Vinzenz Herrmann, Karl Burian, Friedrich Albrecht                                                | Fassadenmosaik Ornamentale Komposition von Florentina Pakosta am Bauteil Dirmhirngasse 18 | 388       | Identadressen Amstergasse 3, Prückelmayrgasse 1-5, Amstergasse 3                                                                                           |
| Professor-Rudolf-Boeck-Hof 49                         | 1    | Datei hochladen | Dr.-Barilits-Gasse 2-4 Standort          | 1958–1959 | Anton (Toni) Lenhardt | Natursteinplastik Sitzende Frau von Oskar Bottoli, Mosaikwandbild Mutter mit Kind von Hermann Bauch, Wandmosaik Ornament und Wappen der Stadt Wien von Franz Molt, acht Supraportenmosaike                                                                      | 66        | Benannt nach Rudolf Boeck (1865–1927), Maler und Vorkämpfer der Siedlerbewegung Identadresse Valentingasse 3a                                              |
| 1608                                                  | 1    | Datei hochladen | Dr.-Neumann-Gasse 8-10 Standort          | 1950–1951 | Hans Schimitzek, Arnold Goldberger | | 48        | |
| 1613                                                  | 1    | Datei hochladen | Elisenstraße 24-26 Standort              | 1949–1959 | Engelbert Mang, Camillo Fritz Discher | | 37        | Identadresse Welschgasse 4-6 |
| 1609                                                  | 1    | Datei hochladen | Elisenstraße 28-30 Standort              | 1958–1959 | Anton Dolenz | Natursteinrelief Vierergericht von Oskar Bottoli | 23        | Identadresse Korbgasse 11 |
| 1623                                                  | 1    | Datei hochladen | Elisenstraße 110-116 Standort            | 1953–1954 | Adolf Benedikt, Karl Lehrmann | Bronzeplastik Junge Steinböcke und Hase von Maria J. van Everdingen | 134       | Identadressen Fürst-Liechtenstein-Straße 24-30, Ambrosweg 19-29                                                                                            |
| Alois Glauer Hof 247                                  | 1    | Datei hochladen | Erlaaer Straße 3-9 Standort              | 1953–1954 | Karl Maria Lang, Emil Hoppe | Sgraffitowandbild Alte Ansicht von Atzgersdorf von Toni Schimek | 123       | Benannt nach Alois Glauer (1908–1964), Funktionär des Atzgersdorfer Arbeiterturnvereins                                                                    |
| 1649                                                  | 1    | Datei hochladen | Erlaaer Straße 6-10 Standort             | 1964–1965 | Hilde Filas | | 27        | Identadresse Brunner Straße 3-5 |
| 1676                                                  | 1    | Datei hochladen | Erlaaer Straße 11-15 Standort            | 1982–1984 | Gunther Wawrik, Hans Puchhammer | | 26        | |
| 1656                                                  | 1    | Datei hochladen | Erlaaer Straße 55-63 Standort            | 1964–1966 | Stephan A. Kraft, Anna Femböck, Maria Albrecht | Reliefstele Die Baukunst von Franz Luby, Betonstele mit Glaselementen Abstrakte Darstellung von Ernst Paar | 208       | Identadresse Gregorygasse 28-30 |
| 1615                                                  | 1    | Datei hochladen | Erlaaer Straße 123 Standort              | 1967–1969 | Friedrich Schlossberg | | 42        | |
| 1602                                                  | 1    | Datei hochladen | Erlaaer Straße 125-129 Standort          | 1951–1952 | Paul Artmann, Nadia Artmann | | 41        | |
| 1647                                                  | 1    | Datei hochladen | Erlaaer Straße 131-133 Standort          | 1963–1965 | Hans Steindl, Reinhold Gabriel | Natursteintafel mit zwei Reliefs von Walter Leitner: Wäscherinnen und Mütter mit Kindern | 127       | |
| 1603                                                  | 1    | Datei hochladen | Erlaaer Straße 154-158 Standort          | 1954–1955 | Karl Haschek | Steinplastik Schreitende von Rudolf Schwaiger | 36        | Identadresse Perfektastraße 2 |
| 1610                                                  | 1    | Datei hochladen | Färbermühlgasse 5 Standort               | 1951–1952 | Oskar Trubel | | 29        | Identadresse Franz-Parsche-Gasse 4 |
| 1653                                                  | 1    | Datei hochladen | Färbermühlgasse 8 Standort               | 1964–1966 | Anton Herrgesell | | 32        | |
| 1630                                                  | 1    | Datei hochladen | Färbermühlgasse 9 Standort               | 1954–1955 | Ludwig Schmid, Johann (Hans) Stöhr | | 14        | |
| 1604                                                  | 1    | Datei hochladen | Färbermühlgasse 11 Standort              | 1964–1966 | Rudolf Bazalka, Viktor Hufnagl | Plastik Färbergruppe von Rudolf Schwaiger | 33        | |
| 1655                                                  | 1    | Datei hochladen | Färbermühlgasse 12-14 Standort           | 1964–1966 | Rudolf Bazalka | Vogeltränke von Susanne Peschke-Schmutzer | 59        | Die Vogeltränke ist bei Wiener Wohnen unter Färbermühlgasse 15 aufgeführt                                                                                  |
| 1657                                                  | 1    | Datei hochladen | Färbermühlgasse 15 Standort              | 1964–1966 | Rudolf Bazalka | Kunststeinplastik Tropfen von Hermann Kosel | 59        | Die Vogeltränke von Susanne Peschke-Schmutzer ist im Kulturgüterkataster unter Färbermühlgasse 12-14 als Trinkbrunnen aufgeführt                           |
| 1652                                                  | 1    | Datei hochladen | Gregorygasse 20-26 Standort              | 1964–1966 | Wolfram Schindler | | 132       | |
| 1643                                                  | 1    | Datei hochladen | Gregorygasse 35-45 Standort              | 1962–1964 | Alois Machatschek, Johannes Daum, Walter Vasa | | 221       | |
| 1616                                                  | 1    | Datei hochladen | Gregorygasse 47 Standort                 | 1967–1969 | Wiener Stadtbauamt, MA19 | Bronzeplastik Jungochse von Gabriele Waldert | 222       | Identadressen Mühlbreiten 14-18, Karl-Scheiber-Gasse 1-3                                                                                                   |
| 1639                                                  | 1    | Datei hochladen | Gutheil-Schoder-Gasse 68-76 Standort     | 1958–1960 | Martin Sauer, Robert Zeidner, Hans Steindl | Kunststeinplastik Leopard von Elisabeth Turolt, Spielplastik Elefant von Susanne Peschke-Schmutzer | 213       | Identadressen Terramaregasse 1-11, Brändströmgasse 1-5 |
| 1612                                                  | 1    | Datei hochladen | Haeckelstraße 4 Standort                 | 1953–1954 | Rudolf Angelides, Lutz Lernhart | Sgraffito Alte Färbermühle von Otto Trubel | 51        | Identadressen Dr.-Anton-Matzig-Gasse 1-3, Lehmanngasse 3                                                                                                   |
| 1621                                                  | 1    | Datei hochladen | Hochwassergasse 58 Standort              | 1957–1958 | Walter Foral, Valerie Wild | | 79        | |
| 1644                                                  | 1    | Datei hochladen | Hochwassergasse 60 Standort              | 1962–1964 | Kurt Russo, Helmut Kern | Steinplastik Mutter mit Kindern von Alfred Matzke | 99        | |
| 1650                                                  | 1    | Datei hochladen | Höpflergasse 6 Standort                  | 1964–1965 | Wolfram Schindler | | 132       | Identadresse Steinergasse 31 |
| 1680                                                  | 1    | Datei hochladen | Johann-Gottek-Gasse 18 Standort          | 1980–1982 | Ernst-Helmar Zwick | | 25        | |
| 1633                                                  | 1    | Datei hochladen | Johann-Hörbiger-Gasse 24-28 Standort     | 1956–1958 | Karl Kaill, Kurt Russo, Erna Grigkar-Kapinus, Paul Artmann | Steinzeugrelief Landwirtschaft von Othmar Jarmer | 184       | Identadressen Meyrinkgasse 11-13, Meyrinkgasse 1-5, Meyrinkgasse 2-16, Johann-Hörbiger-Gasse 34-38                                                         |
| 1631                                                  | 1    | Datei hochladen | Josef-Endlweber-Gasse 3-5 Standort       | 1956–1957 | Moritz Servé | | 28        | |
| 1679                                                  | 1    | Datei hochladen | Josef-Österreicher-Gasse 20-22 Standort  | 1980–1982 | August Kastner | | 30        | Identadresse Brennergasse 1 |
| 1622                                                  | 1    | Datei hochladen | Kaiser-Franz-Josef-Straße 23-25 Standort | 1957–1958 | Heinrich Schwetter | Sgraffito Ornamente (Tiere und Pflanzen) von Sepp Jahn, Majolikarelief Ziegen von Eva Mazzucco | 33        | Identadresse Ketzergasse 332 |
| 1626                                                  | 1    | Datei hochladen | Kaltenleutgebner Straße 1 Standort       | 1955–1956 | Wilhelm Körner | Mosaik Gestalten Hugo von Hofmannsthals von Hermine Aichenegg | 24        | Identadresse Hochstraße 10 |
| 1618                                                  | 1    | Datei hochladen | Kanitzgasse 2-6 Standort                 | 1951–1956 | Alfred Wanko, Wilhelm Glattes | | 49        | Identadresse Kanitzgasse 2A |
| 1634                                                  | 1    | Datei hochladen | Karl-Heinz-Straße 22a Standort           | 1956–1957 | Ludwig Schmid, Johann (Hans) Stöhr | | 10        | |
| 1606                                                  | 1    | Datei hochladen | Karl-Krestan-Gasse 5 Standort            | 1951–1952 | Anny Beranek | | 48        | |
| 1654                                                  | 1    | Datei hochladen | Karl-Schwed-Gasse 48-50 Standort         | 1965–1967 | Otto Niedermoser | Natursteinplastik Komposition von Franz Xaver Hauser | 336       | Identadressen Meranerweg 1-3, Johann-Hörbiger-Gasse 45, Eberstorferweg 2-4, Meranerweg 2-4, Alfons-Petzold-Gasse 47, Karl-Schwed-Gasse 75-81, Heißgasse 38 |
| Wiener Flur 1678                                      | 1    | Datei hochladen | Karl-Tornay-Gasse 37-43 Standort         | 1978–1980 | Rudolf Hautmann, Friedrich Rollwagen, Klara Hautmann-Kiss, Rupert Falkner                                                                                            | Natursteinplastiken Bären von Josef Hladik, Skulptur Nordtor von Peter Braunsteiner, Skulptur Sonnenbogen und Tagtraumbrücke von Robert Stieg, Skulptur Im Park, Teil vom Ganzen von Gert Linke                                                                 | 824       | Benennung nach einer Flurbezeichnung Identadressen Akaziengasse 44-50, Basler Gasse 50-66                                                                  |
| 1684                                                  | 1    | Datei hochladen | Kellerberggasse 55-57 Standort           | 1982–1983 | Bruno Hampel | | 24        | |
| 1675                                                  | 1    | Datei hochladen | Keltengasse 4 Standort                   | 1975–1978 | Lucia Aichinger, Hilde Filas, Walter Lagler | Fliesenmosaik Ornamentale Struktur von Florentina Pakosta im Durchgang zwischen Stiege 19 und 20 | 216       | Identadressen Wagenmanngasse 4-6, Mehlführergasse 22 |
| 1651                                                  | 1    | Datei hochladen | Ketzergasse 26 Standort                  | 1964–1966 | Martin Sauer, Robert Zeidner | | 117       | Identadressen Basler Gasse 21, Sevcikgasse 9, Basler Gasse 24                                                                                              |
| Hans Weber-Hof 51                                     | 1    | Datei hochladen | Ketzergasse 40 Standort                  | 1959–1960 | Wilhelm Legler | Farbige Kunststeinplastik Baum mit Vögeln von Ilse Pompe-Niederführ | 53        | Benannt nach Hans Weber (1902–1956), Vizebürgermeister von Siebenhirten, Abgeordneter zum Wiener Landtag und Gemeinderat Identadresse Nowakgasse 1-11      |
| 1625                                                  | 1    | Datei hochladen | Ketzergasse 42 Standort                  | 1949–1950 | Eduard F. Sekler | Relief Sieben Hirten von Wander Bertoni | 39        | Relief unter Denkmalschutz Identadresse Ketzergasse 42a |
| 1648                                                  | 1    | Datei hochladen | Ketzergasse 56 Standort                  | 1964–1966 | Martin Sauer, Robert Zeidner | | 3         | |
| 1641                                                  | 1    | Datei hochladen | Ketzergasse 101-103 Standort             | 1960–1962 | Camillo Fritz Discher | | 41        | |
| 1724                                                  | 1    | Datei hochladen | Ketzergasse 312-314 Standort             | 1997–1998 | Johannes Zieser | | 18        | |
| 1672                                                  | 1    | Datei hochladen | Ketzergasse 376-382 Standort             | 1977–1979 | Alois Machatschek, Gerhard Molzbichler | | 51        | |
| 1673                                                  | 1    | Datei hochladen | Ketzergasse 435-437 Standort             | 1976–1978 | Alois Machatschek | | 24        | |
| 1661                                                  | 1    | Datei hochladen | Khekgasse 41 Standort                    | 1966–1967 | Rudolf Dinner | | 15        | |
| 1662                                                  | 1    | Datei hochladen | Khekgasse 45 Standort                    | 1966–1967 | Rudolf Dinner | Acht Sgraffiti Flächenkomposition von Carolus Lehner | 26        | |
| 1600                                                  | 1    | Datei hochladen | Klostermanngasse 13 Standort             | 1958–1959 | Johann Staber | Mosaikwandbild Helle und dunkle Tiere von Ernst Höffinger | 12        | Identadresse Anton-Heger-Platz 3 |
| 1677                                                  | 1    | Datei hochladen | Knotzenbachgasse 39-45 Standort          | 1980–1982 | Helmut Hasendorfer, Klaus Buben | | 34        | |
| 1605                                                  | 1    | Datei hochladen | Kolbegasse 30-32 Standort                | 1951–1952 | Erich Majores, Walter Majores | | 50        | |
| 1688                                                  | 1    | Datei hochladen | Kolbegasse 44 Standort                   | 1984–1987 | Maria Hurka, Othmar Augustin | Aluminiumplastik O. T. von Hans Kupelwieser | 304       | Identadressen Jochen-Rindt-Straße 2-12, Ernanigasse 2-4 |
| 1592                                                  | 1    | Datei hochladen | Leo-Mathauser-Gasse 73 Standort          | 1964      | Anton Ceplecha | | 8         | |
| 1593                                                  | 1    | Datei hochladen | Levasseurgasse 5 Standort                | 1956–1957 | Josef Seeberger | | 34        | |
| 1619                                                  | 1    | Datei hochladen | Marktgemeindegasse 44-50 Standort        | 1968–1970 | Otto Niedermoser | Spielplastik Augenzentrum von Hermann Painitz | 88        | Identadresse Alfons-Petzold-Gasse 7 |
| 1638                                                  | 1    | Datei hochladen | Maurer Hauptplatz 2 Standort             | 1957–1959 | Anton Kralik | Mosaikwandbild Weinbau von Robert Aigner | 39        | Identadresse Speisinger Straße 260-262 |
| 1635                                                  | 1    | Datei hochladen | Maurer Hauptplatz 5 Standort             | 1956–1958 | Edith Lessel | Mosaikwandbild Familie im Grünen von Rudolf Schwaiger | 23        | |
| 1681                                                  | 1    | Datei hochladen | Maurer Hauptplatz 11 Standort            | 1979      | Rolf Thomas Lauterbach | | 19        | Identadresse Dr.-Barilits-Gasse 1 |
| 1683                                                  | 1    | Datei hochladen | Mehlführergasse 22 Standort              | 1975–1978 | Hilde Filas, Lucia Aichinger, Walter Lagler | Fliesenmosaike Ornamentale Struktur von Roman Haller | 39        | Identadresse Wagenmanngasse 4 |
| 1669                                                  | 1    | Datei hochladen | Mehlführergasse 26-28 Standort           | 1975–1978 | Lucia Aichinger, Hilde Filas, Walter Lagler | Fliesenmosaike Ornamentale Struktur von Roman Haller | 148       | Identadresse Keltengasse 8 |
| 1674                                                  | 1    | Datei hochladen | Meisgeyergasse 18 Standort               | 1976–1978 | Peter Gebhart | | 10        | |
| 1689                                                  | 1    | Datei hochladen | Oldenburggasse 13-27 Standort            | 1988–1990 | Gerhard Kroj, Erich Millbacher, Gerd Schlögl, Peter Bitschnau | | 219       | Identadressen Don-Bosco-Gasse 2-10, Purkytgasse 9-13, Kinskygasse 16-30                                                                                    |
| 1617                                                  | 1    | Datei hochladen | Peterlinigasse 12-16 Standort            | 1953–1956 | Josef Dobrowolny, Anton (Toni) Lenhardt | Bronzeplastik Ibis von Alois Heidel | 149       | Identadressen Schloßgartenstraße 11-15, Schlimekgasse 10                                                                                                   |
| 1687                                                  | 1    | Datei hochladen | Pfarrgasse 34-44 Standort                | 1986–1988 | Albert Wimmer, Reinhard Gieselmann, Wilhelm Kleyhons, Frank Mayr, Dieter Schön, Walter Lagler, Peter H. Ortner, Sepp Frank                                           | | 457       | Identadressen Traviatagasse 18-20, Seligmanngasse 25-35, Anton-Ochsenhofer-Gasse 1-3                                                                       |
| 1682                                                  | 1    | Datei hochladen | Pfarrgasse 61 Standort                   | 1980–1982 | Leopold Huber, Peter Deiss | Eisenskulptur Solidaritätserfolg von Ludwig Gris | 183       | Identadresse Zeleznygasse 1 |
| 1658                                                  | 1    | Datei hochladen | Pülslgasse 3 Standort                    | 1966–1967 | Rudolf Dinner | Zwölf Sgraffiti Ornamentale Flächenauffüllung von Johannes Wanke | 39        | |
| 1627                                                  | 1    | Datei hochladen | Pülslgasse 10 Standort                   | 1955–1956 | Fritz Stachl | | 26        | Identadresse Löwenthalgasse 5 |
| 1685                                                  | 1    | Datei hochladen | Rudolf-Zeller-Gasse 4-8 Standort         | 1982–1984 | Josef Hinterhölzl | | 23        | |
| Harry-S.-Truman-Hof 50                                | 1    | Datei hochladen | Rudolf-Zeller-Gasse 5-11 Standort        | 1956–1963 | Karl Molnar, Rudolf Sorgo, Wenko Bossew, August Kastner, Otmar Brunner, Karl Hauschka, Maria Albrecht                                                                | Natursteinplastik Tiger von Hubert Fiala, Natursteinplastik Diskuswerfer von Fritz Tiefenthaler, Glasfenster mit vegetativen Abstraktionen von Hans Staudacher, Keramische Mosaike Die Künste von Carry Hauser auf Höhe Rudolf-Zeller-Gasse 10                  | 492       | Benannt nach Harry S. Truman Identadressen Taglieberstraße 12-14, Rudolf-Zeller-Gasse 10-18, Pölleritzergasse 6-8, Stenografengasse 2, Ruzickagasse 31-39  |
| 1640                                                  | 1    | Datei hochladen | Rudolf-Zeller-Gasse 14a Standort         | 1958–1960 | Karl Hauschka | | 16        | Teil des Harry-S-Truman-Hofes, allerdings nicht in die Stiegennummerierung einbezogen                                                                      |
| Johann-Schauhuber-Hof 19                              | 1    | Datei hochladen | Rudolf-Zeller-Gasse 58-60 Standort       | 1968–1969 | Roland Wagner, Johannes (Hans) Hohenegger, Stephan Simony | | 158       | Benannt nach Johann Schauhuber, Gemeinderat von Mauer Identadressen Talkengasse 2-4, Krappweg 3                                                            |
| 1611                                                  | 1    | Datei hochladen | Rudolf-Zeller-Gasse 67 Standort          | 1967–1968 | PORR AG | | 84        | |
| 1645                                                  | 1    | Datei hochladen | Rudolf-Zeller-Gasse 69 Standort          | 1969–1970 | Friedrich Albrecht, Brigitte Wiedmann | Natursteinplastik Die Trennung von Stephan Kamenyeczky | 182       | |
| 1668                                                  | 1    | Datei hochladen | Rudolf-Zeller-Gasse 71 Standort          | 1972–1975 | Friedrich Lang, Ernst Plojhar | Steinplastik Abspaltend – Neugeburtlich von Herbert Wasenegger | 147       | Identadresse Lodrongasse 20 |
| 1734                                                  | 1    | Datei hochladen | Rößlergasse 15 Standort                  | 2002–2004 | Michael A. Hein, Christoph Mayrhofer | | 74        | Identadresse Elisabeth-Bergner-Weg 6 |
| 1614                                                  | 1    | Datei hochladen | Seybelgasse 3a, 3b, 3c Standort          | 1955–1956 | Karl F. Wieninger | Sgraffitowandbild Regulierung des Liesingbaches | 67        | Identadressen Seybelgasse 3B, Rudolf-Waisenhorn-Gasse 2, Seybelgasse 3C                                                                                    |
| Ella-Lingens-Hof 1742                                 | 1    | Datei hochladen | Steinergasse 36, Stg. 1-9 Standort       | 1997–1999 | Architekturbüro Hermann & Valentiny, Roland Hagmüller, Architekturbüro Henke und Schreieck, Peter Nigst, Atelier Geiswinkler und Geiswinkler, Hugo Potyka            | | 491       | Benannt nach Ella Lingens Identadressen Leopodigasse 16, Carlbergergasse 10                                                                                |
| 1690                                                  | 1    | Datei hochladen | Traviatagasse 12-16 Standort             | 1990–1992 | Gerd Schlögl, Othmar Augustin | | 172       | Identadressen Laziusstraße 4, Pfarrgasse 65 |
| 1607                                                  | 1    | Datei hochladen | Triester Straße 205 Standort             | 1954–1956 | Hans Zahlbruckner | | 61        | |
| 1629                                                  | 1    | Datei hochladen | Valentingasse 7 Standort                 | 1956–1957 | Raymund Schüller | | 59        | Identadresse Dr.-Barilits-Gasse 10-12 |
| 1664                                                  | 1    | Datei hochladen | Wagenmanngasse 3 Standort                | 1969–1970 | Brigitte Ottel | | 34        | |
| 1599                                                  | 1    | Datei hochladen | Ziedlergasse 5 Standort                  | 1927–1928 | Wilhelm Mucha | Kartusche mit dem Wappen von Atzgersdorf über dem Eingang, links und rechts daneben die Jahreszahl 1927 | 27        | Ursprünglich von der damals noch selbständigen Gemeinde Atzgersdorf errichtet                                                                              |
| 1620                                                  | 1    | Datei hochladen | Ziedlergasse 28 Standort                 | 1967–1969 | Fritz Judtmann, Anton Steflicek, Joachim Peters | | 156       | |

## Siedlung
| Name / ID          | Foto |                 | Adresse                           | Baujahr | Architekt(en)   | Kunstobjekte | Wohnungen | Anmerkungen |
| ------------------ | ---- | --------------- | --------------------------------- | ------- | --------------- | ------------ | --------- | --- |
| Siedlung Rodaun 63 | BW   | Datei hochladen | Breitenfurter Straße 437 Standort | 1950    | Josef Seeberger |              | 314       | Identadressen Breitenfurter Straße 451-453, An der Liesing 40-48, Breitenfurter Straße 439-441, An der Liesing 36-38, An der Liesing 5-19, Breitenfurter Straße 463-465, Breitenfurter Straße 447-449, Breitenfurter Straße 443-445, Breitenfurter Straße 459-461, Breitenfurter Straße 457, Willergasse 13-21, An der Liesing 1-3, An der Liesing 2-14, Breitenfurter Straße 467-471, An der Liesing 26-34, Breitenfurter Straße 455 |